# 魔法の天使クリィミーマミ
『魔法の天使クリィミーマミ』（まほうのてんし クリィミーマミ）は、1983年7月1日から1984年6月29日まで、日本テレビ系列で金曜18:00 - 18:30（JST）に全52話が放送された、スタジオぴえろ制作のテレビアニメ。

## 概要
前年の『魔法のプリンセス ミンキーモモ（第1作）』の制作を担当した読売広告社が、『モモ』に続く魔法少女物として『はずんでクリィミーマミ』というタイトルで企画。葦プロダクションに替わるアニメ制作会社として、当時『ニルスのふしぎな旅』、『うる星やつら』のヒットで名を知られ始めていたスタジオぴえろが選ばれた。本作の後も魔法少女ものの作品が継続して制作されることとなり、本作はぴえろ魔法少女シリーズの第1作となった。
魔法少女アニメに芸能界というこれまでにない要素を取り入れ、また主人公の声を当時15歳で、本作品の主題歌がデビュー曲となるアイドル歌手の太田貴子が担当。当初は全26話の予定だったが、視聴者からの好評に応えて全52話まで延長、さらに続編としてOVAも制作された。
作風面においては架空性の高い世界を舞台としていた『ミンキーモモ』とは対照的に、「日本の芸能界を舞台にする」という明確な現実性を備えた舞台設定を特徴としており、それに合わせて作品放映当時の日本の流行や風俗が反映され、より現実味ある世界観となっている。一例を挙げると、主人公のフード付きトレーナーというファッションスタイルや、放送当時少女たちの流行の発信地として注目されていた原宿で人気を誇っていたスウィーツである「クレープ」の店が主人公の実家の家業となっている点、当時実在した人気番組『ザ・トップテン』にマミが出演する場面も見られる等の点である。これらに加えて恋愛ものの要素も取り込んだことにより、「魔法の力を得たことによって生じるジレンマ」という、魔法少女ものとしては前例のないテーマ性を掲示したことも画期的であった。
その一方で、芸能界がほとんど本筋に関与しない話も少なからず作られており、第1話と同じように非現実的な未知との遭遇を描いた話もしばしば展開された。「上記のような現実味を帯びたリアルな世界のどこかに（しかしすぐ身近に）非現実的な未知の世界が繋がっている」という世界観も内包しており、芸能界を描いた少女アニメであると同時にファンタジーアニメとしての一面を持ち合わせているという作風であった。延長後の第27話以降は非日常性を描く比率が下がり、日常描写や心情描写に重きを置いた作風に転換していく。
「現実的な世界観を背景に、本来の自分と魔法によって生み出された虚像の自分との間で揺れ動く主人公の心情と成長を描く」というこのテーマは、魔法少女アニメ史上においては本作で初めて打ち立てられ、「非日常性より日常性の描写に重きを置く」という特徴と共に後のシリーズ作品に受け継がれていった。

## ストーリー
くりみヶ丘に住む森沢優は天真爛漫で活発な10歳の少女。
ある日、夢嵐によって道に迷っていたフェザースターの箱舟に遭遇し、夢の世界フェザースターの住人である妖精ピノピノと出会った優は、ピノピノから船を助けてくれたお礼として1年間の期限付きで魔法のステッキを授かると共に、猫の姿を借りた使い魔ポジとネガをお目付け役として預かった。魔法の力を試してみたくて仕方のない優はステッキの使い方をポジとネガに教わると、さっそく16歳の成長した少女の姿に変身し、何も知らない両親や俊夫をからかって他愛もないイタズラを楽しんでいた。その姿で新宿まで出掛けて歩いているところを芸能プロダクション「パルテノンプロ」の社長・立花慎悟の目に留まり、半ば強引にスカウトされて歌手デビューする羽目になってしまう。たちまち大人気アイドル・クリィミーマミとして活躍することになった優だが、あろうことか俊夫がマミの大ファンになってしまう。自分自身のもうひとつの姿であるマミを交えた奇妙な三角関係に悩みながら、優は、昼間は小学生、学校が終われば人気アイドルという二重生活に奔走することになる。
ところが、NPB歌謡祭の本番の日の夜、変身の決定的瞬間を俊夫に見られたために優は魔法の力を失い、元に戻れなくなってしまう。「優の持つ魔法の力を俊夫が吸い取ってしまったからだ」とピノピノに知らされた俊夫は、魔法の力を使って迷うことなく優を元の姿に戻すことを選ぶ。安堵する優であったが、このままマミが姿を消すのはまずいと判断したピノピノに約束の1年が過ぎるまでクリィミーマミとしてアイドル活動を続けていくように諭され、俊夫の中から魔法に関する記憶だけを封印するのと引き換えに新しい魔法道具を授かる。こうして全てが以前と同じに戻り、優は再びマミとして活動していくことになった。
やがて約束の1年が近づき、マミは魔法の期限切れを迎える日に間に合うよう、7月1日に予定されていたデビュー1周年記念コンサートの開催日を前日に繰り上げ、海外から国内に会場を変更するよう懇願する。事情を知らないスタッフは当然のように難色を示すが、騒動を通じて知り合ったトンガリ王国の王子とハイソサエティクラブの兵藤進ノ介の協力によりマミの希望通りに執り行われることになる。そしてピノピノから魔法を授かった運命の場所であるセントラル競馬場が会場に決まり、急ピッチでスケジュールが組まれていく。
しかし本番の日が近づくにつれ異変が起きる。ふとしたきっかけで俊夫がマミに関する記憶を取り戻し始めてしまったのだ。いつ俊夫の記憶が戻ってしまうかわからぬ不安にかられながら本番までの厳しいスケジュール進行に忙殺される日々が過ぎ、ついにその日は訪れる。俊夫の記憶が戻りつつあることを察知したフェザースターの船が徐々に接近し、タイムリミットが刻一刻と迫る中、ファイナルステージを務め上げるべく優は最後の魔法を振るってマミとなり、万感の思いと共に舞台に臨む。
降りしきる雨の中、聴衆たちは一人として帰ろうとせずに熱心にマミの歌に聞き入り、マミもファンのために心を込めて熱唱する。そしてあと1曲を残すのみとなった時、突如会場にフェザースターの舟が現れマミを拉致してしまう。ピノピノがタイムリミットを切り上げてやってきたのだ。優の懇願空しくピノピノは無情にも魔法を返せと突きつけるが、彼の耳に会場全体から湧き上がる「マミちゃん返せ！」のコールが届く。マミに対するファンたちの熱い思いに心動かされたピノピノはマミを会場に戻す。そして、精一杯の力を振り絞って最後の持ち歌であり自身のデビュー曲である「デリケートに好きして」を歌いきったマミは、会場のファンたちに別れの言葉を告げ、歌が終わると同時に光に包まれて消え去ってしまう。舟を見たことで全ての記憶を取り戻した俊夫は、光の消えた夜空のかなたに向かい、優の名を叫ぶ。
夢幻のような光景に聴衆たちが立ち尽くす中、不安に包まれながら呆然と空のかなたを見つめていた俊夫の前に、いつものように元気いっぱいの優が、姿を現すのだった。

## 登場人物
※第1話から最終話まで作中で1年が経過しており、森沢優以外の年齢はおおよそのもの

### くりみヶ丘の住人
森沢 優（もりさわ ゆう）
声 - 太田貴子
本作品の主人公。年齢について公式サイトでは10歳とされている。私立セントレミー学園小等部（小学4年生→5年生）。両親は東京都国立市のくりみヶ丘でクレープ＆ソフトクリームの店「CREAMY CREPE（クリィミー クレープ）」を経営しており、自身も店を手伝っている。
魔法世界「フェザースター」の妖精・ピノピノが乗る箱舟を助けたことから1年間だけ魔法を授けられ、後述の事情からアイドル歌手・クリィミーマミとして活躍することになる。
幼馴染の俊夫に恋心を抱いており、俊夫がマミのファンになってしまったため、自分自身であるマミに嫉妬するという奇妙な三角関係に思い悩むこととなる。
元気一杯で快活かつ活発な一方、心優しい性格で、理不尽なことに対し憤るなど芯の強さも併せ持っている。夢を信じる心を持ち、フェザースターの船に遭遇したのも優が夢を失っていなかったからとされる。責任感も強く、マミの仕事のために望まない嘘をつくこともある他、自分のせいで歌手活動を妨害されているも同然なめぐみに対し、申し訳なさを感じている。お転婆なイメージが強い一方、俊夫の言動に一喜一憂し悩むなどのナイーブな一面も多く描写されている。幼い頃から連れてくる友達は男の子がほとんどであり、特に俊夫とは小さい頃から教会の屋根裏部屋に忍び込んだり、難破船の探検に行ったりと非常に親しい間柄であった。OVAにおいて、その性格を同年代の少女である早川愛から「裏表、計算というものがない性格」と評されている。勉強は苦手なようで、学校の成績もマミの仕事を始めた頃から下がってしまい母に叱咤される場面がある。
ローラースケートが得意で、よく父親のローラースティックを使って遊んでいる。また、映画では怪獣物が好きらしく、怪獣の噂が出た村に遊びに行った際、「（怪獣を）見てみたい」と発言し、周囲からあきれられたことも。
43話で時間管理人・バリバリの力を借りて過去に行き、自分が生まれる前の両親に会い、2人に「優」と自らの名前を告げている。そのことで両親は生まれてきた子に優と名づけることとなる。また、この回で優は未来の自分の姿を見ることとなり、自分の結婚式の現場に遭遇することとなった。このときは結婚相手が誰かまでは確認できなかったが、最終回のエンディング映像にて俊夫と結婚し、1男1女の母となっていることが判明している。
好きな食べ物はクレープとチーズグラタン。
クリィミーマミ
優が魔法の力で16歳→17歳ほどの少女に変身した姿。髪の色は水色から紫色へと変化し、ヘアスタイルも優とは異なる。名前は優の実家の店名から咄嗟に思い付いて名乗ったものである。当初は変身後の姿で俊夫や両親をからかって面白がっていたが、その姿で新宿を歩いていたところ、芸能プロダクション「パルテノンプロ」の社長・立花慎悟にスカウトされ、代役として突如ステージデビューする羽目になる。その数日後、歌手として正式にデビューし、気乗りのしない優本人の思いとは裏腹に一躍スターとなる。正体である優がまだ10歳であるゆえ夜遅くまで外出するわけにもいかないため、午後8時以降の仕事はしないと事務所にも明言している。そのことから「午後8時のシンデレラ」と呼ばれ、キャッチコピーにもなっている。
本名、住所、年齢などは劇中でも非公表だが、年齢についてはぴえろの公式サイトにおけるDVD-BOXの発売告知のストーリー紹介で17歳とされている。劇中でもマミとして経験した恋愛を想いながら「優の私が16歳になったら」と優自身がマミと対比したセリフを呟いている。また、誕生日はLPレコード『魔法の天使クリィミーマミ ドラマ編』収録のミニドラマ『マミと俊夫のおしゃべりDJ』において、マミ自身が自らが初めてテレビに出た日付である「1983年7月15日」を誕生日として誤魔化している
大伴 俊夫（おおとも としお）
声 - 水島裕
優の幼なじみで、私立セントレミー学園中等部に通う13歳→14歳の少年。マミの大ファン。
明朗快活で好奇心旺盛だが、女の子の気持ちには鈍感。優のことは誰よりも大切に思っているのだが、自分自身の気持ちについてもほとんど自覚がなく、以前から年下の優を子ども扱いしている。更にはマミに夢中になるあまりに優に対する扱いが尚の事ぞんざいになっていき、優を嫉妬させている。
マミの正体が優である事には全く気づいていなかったが、マミの熱心な追っかけを行う中、NPB歌謡祭の会場で優がマミに変身する決定的瞬間を目撃してしまう。それにより、優は変身能力を含めてすべての魔法を失うが、マミが突然姿を消すことは出来ないというピノピノの説得により、自身の記憶を封印することに同意。記憶と引き換えに優の変身能力を復活させ、その後も1ファンとしてマミを見守ることになる。
しかし歌謡祭の夜にマミの正体を見てしまった時の心境をテープに録音しており、これがきっかけで後に記憶を取り戻しかけ、ファイナルステージを目前に控えた優を苦悩させる。また、この時同時に「半年もマミの秘密を隠してきた優がいじらしい」旨の発言も録音していたことから、この頃から自分の優への思いに気付き始めていた模様。その後は優と結婚し一男一女の父親となっていることがエンディング映像で判明している。
森沢 哲夫（もりさわ てつお）
声 - 村山明
優の父親で38歳。クレープ店「CREAMY CREPE」を経営している。「CREAMY CREPE」は自宅の一部にイートインスペースを設けた店舗と店舗前に駐車しているキッチンカーを用途に合わせて使い分けている。イベント会場等で出店することもある。
基本的に大らかな性格で、優のお転婆ぶりにも目を細めてしまうところがある。
かつてはオートバイを乗り回すカミナリ族に所属しており、妻のなつめとはその頃からの付き合い。また、なつめの弁によれば彼女がカミナリ族のリーダーで、哲夫はその中で落ちこぼれだったという。妻を「なっちゃん」と呼ぶ 。
森沢 なつめ
声 - 土井美加
優の母親で28歳。旧姓は藤野で、現在は夫とともにクレープ店を切り盛りしている。夫を「てっちゃん」と呼ぶ。
少女期に歌手を目指して、レッスンをしていたことがある。優のお転婆や負けん気の強さ、歌手としての才能は彼女の血によるところが大きい。カミナリ族の元リーダーでもあり、夫曰く「ハンドルを握ると人が変わる」ほどらしい。
如月 みどり（きさらぎ みどり）
声 - 安西正弘
俊夫の同級生で親友。大柄太目ののんびり屋の少年であり、いつもスナック菓子を手にしている。自転車に乗れないほど運動神経が鈍いものの、走っている車に当たっても平気なほどに頑丈な体をしている。気弱でよく俊夫に振り回されるが、優に恋心を抱いており、優のことになると途端に積極的になる。自分よりも他人の気持ちを優先出来る思いやりも持ち合わせており、見かけとは裏腹に、案外鋭く物事の本質を捉えている 俊夫と同様にクリーミーマミのファンであるものの、本命は優である上に彼女が自分達とは違う世界で生きる偶像であると割り切っているため、俊夫ほど病的に熱を上げてはいない。
後に念願の優との初デートを果たすが、優の言動から、彼女の想い人は俊夫だと気づく。二人のデートをつけて来ていた俊夫にそのことを告げて仲を取り持つ立場に回った。その後、芸能界という手の届かない世界のアイドルに過ぎないマミに未練がましく執着している俊夫の態度に本気で怒り、優を大切にするよう諭している。
最終的に優への思いは実らず片思いに終わったが、最終回のエンディングでは新しいガールフレンドを作っている姿が描かれている（のちに制作されたOVA「魔法の天使クリィミーマミ 永遠のワンスモア」に登場した美少女・早川愛と想いが通じ合う描写がある）。
日高 守（ひだか まもる）
声 - 神保なおみ（49、51話の代役 - 鈴木れい子）
優のクラスメイトの少年。北海道からの転校生で28話より登場。風の又三郎をモチーフとし、不思議な言動をする。自然や動物のことに詳しく、一目でネガとポジが普通のネコでないことを看破したり、ネガが風邪をひいた時には薬草を煎じて作った薬で助けた。モデルは押井守と言われる。
担当声優の神保は体調不良により48話を最後に降板し、鈴木に交代している。最終回ではセリフが全くなかった。神保はOVA第1作で復帰している。

### フェザースターの妖精たち
ネガ＆ポジ
声 - ネガ - 肝付兼太/ポジ - 三田ゆう子
ピノピノよりお目付け役として優に預けられた妖精。容姿はは子猫そのものだが、猫の姿を借りているだけであり妖精としての実体は不明。
フェザースターにいた頃に比べて力は弱まっているが小物を動かすくらいのことはできる。優と会話を交わすことができるが、他人の目には普通の子猫にしか見えず言葉も通じない。
ネガは雄型で毛並みが青い。よく不貞寝をする怠け者で皮肉屋であるが、ポジよりも物事をしっかり捉えている。
ポジは雌型で毛並みが赤い。楽天的でしっかり者だが、どこか抜けている。
ピノピノ
声 - 間嶋里美→中野聖子
小人の姿をした妖精。フェザースターの箱舟の主で、ネガとポジの主人。
箱舟が「夢嵐」という異変に遭遇し、航行不能に陥っていたところを、現実空間から箱舟が見える優に助けてもらったお礼に、優に1年間の期限付きで魔法の力を与える。
主人公に魔法の力を与えるという、魔法少女アニメにおける重要な役回りを持つキャラクターであるが、ポジやネガに比べると登場回数が少なくOVA第3作『ロング・グッドバイ』においては登場機会さえ存在しない。
元々、本アニメの放送開始前の1981年にポピーから発売されたオリジナル玩具からの流用キャラクターである。

### 芸能関係者
立花 慎悟（たちばな しんご）
声 - 井上和彦
立花財閥の御曹司で、芸能プロダクション・パルテノンプロの若き2代目社長。20歳。彼の父はパルテノンプロ会長でニューヨークに在住、母は他界している。成績優秀・スポーツ万能・プレイボーイを自負する、笑顔と白い歯が爽やかな二枚目だが、我を忘れると途端に三枚目的言動を見せる。押しが強く、調子のいい性格。突如出現したクリィミーマミをスカウトし、強引に自社専属のタレント契約を結ぶ。私生活がまったく不明なマミを当初は調査しようとしたが、結局あきらめたようである。意外に小心者で、怪談話が大の苦手。
御曹司というだけに立派な屋敷で暮らしており、21話では自宅の庭で政財界の大物が居並ぶ中で、バースデーパーティーも開いている。寝室には両親の写真が入った写真立てが置かれているほか、立花家代々の肖像が飾られている部屋もあり、これらの描写から慎悟が母親似であることがわかる。
綾瀬 めぐみ（あやせ めぐみ）
声 - 島津冴子
立花慎悟が社長を務める芸能プロダクション・パルテノンプロ所属のトップスター。「ミルキーウェイ・プリンセス」のキャッチコピーで鮮烈なデビューを飾り、以降、パルテノンプロの看板スターとして第一線で活躍している18歳のアイドル歌手。NPB歌謡祭でゴールデンアイドル賞を受賞している。
突然現れ、一躍人気者になったマミのデビュー以降、パルテノンプロ内でぞんざいな扱いを受けるようになったことに不満を抱き、片思いの相手である慎悟に贔屓されているマミに猛烈なライバル心と嫉妬心を抱いている。午後8時には姿を消すマミの秘密を暴こうと画策し様々な妨害を行っていたが、ことごとく失敗。以降、あまり詮索しなくなった。口より先に手が出るタイプで、マミばかりに夢中になる慎悟に毎度のごとく平手打ちを喰らわせている。
ヒステリックな性格だが心根は優しく面倒見の良い一面もあり、「あくまで慎吾のため」を建前としつつ、マミのことを先輩として見守り続けた。
慎吾に見出されたことをきっかけにデビューしており、慎吾を呼び捨てにしフランクな口調で会話したりと、芸能会社社長と所属アイドルという立ち位置を越えて親しい関係にある。
慎悟との仲は劇中で進展することはなかったが、最終回のエンディング映像で婚約発表会見を行うシーンが描かれ、OVA『ロング・グッドバイ』にて紆余曲折を経て無事、結ばれる。
高所恐怖症で、動物が苦手。
めぐみを主人公としたスピンオフ漫画作品『魔法の天使クリィミーマミ 不機嫌なお姫様』では、デビューの経緯や人知れず行っていた努力、マミに対する当たりの強さはプロ意識の高さからくるものであったことなどが描かれている。
木所 隼人（きどころ はやと）
声 - 亀山助清
パルテノンプロのマネージャー。元はめぐみの担当だったが、マミの兼任マネージャーとなる。
気弱な性格で気苦労の多い立場であり、ドジや失敗も多いため、周囲にはうだつの上がらないダメマネージャーと見なされている。慎吾に怒鳴られてばかりでしばしば胃薬を服用している。ネーミングと容姿のモデルはウディ・アレン。
OVAではめぐみへの恋心を自覚し、ままならない恋に悩む彼女のために映画の脚本を書き上げるなどクリエイターとしての才能を発揮する。
星井 守（ほしい まもる）
声 - 郷里大輔
番組ディレクターで、OVAでは映画監督を務める。作中では主に「マモちゃん」と呼ばれ、早撮りのマモちゃんの異名を取る。ネーミングと容姿のモデルは押井守。
スネークジョー
声 - 仲木隆司
芸能記者として活動するフリーカメラマン。鋭い目つきに慇懃無礼な口調、白いジャケットの上下と赤いシャツとソフト帽という出で立ちのチンピラ風のルックスが特徴。ゴシップネタを旨とするパパラッチであり、スネークの通り名の通り、ヘビのようにしつこく芸能人を付け回してはスキャンダルを仕立て上げることを生業とする悪徳カメラマンである。めぐみもかつてターゲットにされていた。
第7話で初登場し、日本マフィアのドン・銭亀為五郎の孫・ケンからのウソの手紙で為五郎と面会することとなったマミの決定的瞬間を撮ることに成功するも、妨害にあってカメラを壊されスクープはパーになってしまう。その後もマミの正体を暴こうとするめぐみの目論見に手を貸したり、彼女の不満を巧みに利用して彼女をパルテノンプロのライバル会社に引き抜かせようとするなど影で暗躍する。ある時、マミが森沢家に帰ったと思しき状況を目撃したことをきっかけにマミと森沢家の関係を怪しみ出し、執拗に付けねらうようになる。策を講じて度々マミを追い詰めるものの、詰めの甘さが災いしていずれも失敗に終わっている。
大阪からやってきた昔馴染み、境久美子のお好み焼き屋「火の車」を手伝うこととなり、彼女を利用してマミの正体を暴こうとしていたことがバレて懲らしめられた後、久美子と結婚してカメラマンを廃業。一児をもうけ、「火の車」の主人となった。

### ファイナルコンサートの協力者
トンガリ王国王子
声 - 深見理佳
2000年以上の歴史を持つ、古代トンガリ文明の末裔。父のトンガリ王国国王や呪術師の老婆とともに来日。クリィミーマミのファンで、ファンレターにトンガリ王国の生贄の儀式に使用していた指輪を入れてマミにプレゼントしようとするが、木所がはめてしまったため騒動を起こしてしまう。その後、再来日し兵藤らと共にマミのファイナルコンサートに協力する。
呪術師の老婆
声 - 鈴木れい子
トンガリ王国の呪術師。代々続く生贄の儀式に必要な生贄としてマミをターゲットにしようと企むが、手違いから木所がはめていた指輪を外そうとマミが放った魔法の力により消滅した。その後、予言者として復活し、王子とともに再来日。マミのファイナルコンサートに協力する。
兵藤 進ノ介
声 - 鈴置洋孝
一流会員制社交クラブであるハイソサエティークラブの代表。マミのファンクラブを作りたいと申し出る。立花はマミのステータスがあがる上に援助も期待できるのではないかと歓喜し、ふたつ返事でOKした。また、マミもハンサムな兵藤に惹かれていくが、仲間との賭のためにマミや立花を利用していたことが明るみに出て、マミや俊夫達に懲らしめられる。その一件以来、心を入れ替えて本当にマミのファンになり、マミのファイナルコンサート開催時にはトンガリ国の人々と協力し、セントラル競馬場を会場として手配した。

## アイテム・乗り物

### アイテム
魔法のコンパクト
ピノピノからもらった魔法のアイテム。「キャノ」と呼ぶことで魔法のステッキを呼び出すことができる。使い方も入力されているが、力が弱まっていたネガやポジは上手く読めず、限られた魔法しか使用できなかった。
クリィミーステッキ
魔法を使用するときに使う魔法のステッキ。通常時は爪楊枝程度のサイズでコンパクトの中に収納されている。
呪文の言葉は「パンプルピンプルパムポップン、ピンプルパンプルパムポップン！」であるが、第1話でネガが魔法のコンパクトの説明を解読して得られたのは「パンプルピンプルパムポップン」という前半部分だけだった。実際にこの部分だけでも魔法は機能しており、後半部分が付け加えられたのは第3話以降である。
ト音記号のような軌跡で杖を振りながら唱えることで呪文に反応して魔法力を放出し、優をクリィミーマミに変身させる。またマイク形態にも形状を変えることが可能。なお、変身シーンに関しては後続のシリーズ作品と異なりバンクシーンによるパターン化がなされていないのが特徴で、優がその場で変身する様子を直接描く形式となっているため、回毎に異なった描写となっている。。
当初はこれらの魔法しか使えなかったが、後にフェザースターの牡鹿より「物と仲良くする魔法」を授かったことで、様々な魔法を駆使できるようになる。また、魔法そのものが極めて強い力を持つため、変身を行っただけで周囲に影響を及ぼし意図しない形で様々な現象を引き起こしてしまうこともある
後に俊夫にクリィミーマミの正体を知られたことで魔法の力を俊夫に吸い取られてしまったため、石化して使用不可能となる。マミが優に戻る際に消滅してしまうが、ステッキ自体が完全に消失したわけではないようで、ルミナスターを取り出す際は通常通りにコンパクトから小型のクリィミーステッキが飛び出した後にルミナスターに変形する描写がなされている。
ルミナスター
俊夫の記憶を消すことで魔法が復活した際、ステッキの代わりに新たに与えられた星状のタンバリン型魔法アイテム。能力はステッキと同様だが、ピノピノやネガ、ポジと通信が出来る腕時計型通信機にも形状を変えられる。また、異常現象が接近すると光を発して警告する。
変身時にはタンバリンを叩くような手振りを取りながらステップを踏んだ後、頭上に掲げることで魔法を発動する。
後期OP映像の優の変身シーンでこのルミナスターが登場する。
ルミナウォーク
30話より着用するカチューシャ。センターにハートの飾りがついている。そこから先端に星飾りのついた触角のようなものが伸びており、動きに合わせて星が揺れる。マミのファンがこのカチューシャの絵（アイデア）をファンレターに描いて送ってきたものが事務所のスタッフの目に留まり、制作が決まった。まだ試作段階だったものの木所の手違いにより大量に発注されてしまったため、ファンに販促物として配布された。
作中での使用頻度はあまり多くなかったが、後期エンディングではこれを着用し、ピンクの新しい衣装を着て歌を歌うマミの姿をメインにしている。
DJブース
19話より使われる搬送可能な一体型ステージ。主に野外で使われ、最終回ではめぐみが使用している。

### 乗り物
フェザースターの箱舟
フェザースターの妖精・ピノピノの舟。夢を信じる心を持つ者のみが見ることができ、その目にはガラスや水晶のように透き通る巨大なガレー船のような舟として映る。内部には超空間が広がっており、ポジとネガに誘導されて中に入った優は妖精や巨大なドラゴンに遭遇している。幻のように見えるが、ポジとネガの弁によればこれらは「フェザースターの記憶」なのだという。
さらに内部へと入っていくと巨大な水晶の結晶のようなものが屹立する場所があり、そこで優はピノピノと出会い魔法を授かった。
この船が遭遇した「夢嵐」の正体については具体的に語られることはなかったが、マミ自身がこの異変に遭遇して「消えゆく都会の自然の夢」の世界に迷い込み、辛くも脱出したことがある（第44話）。またこの異変の中では魔法が使用できず、マミは優の姿に戻ってしまった。
ステージカー
8話より登場するワゴン車。サイズは下記「CREAMY CREPE」よりも大きく、車体カラーは赤。左ハンドルで運転する。側面にはウインクするマミの顔が大きく写っている。移動などに使われるほか、リモコン操作で天井部分が開き、上部を簡易ステージとしても使用できる。簡易ながらも、スモークなどのステージ演出やビデオ映像の投影もできる本格仕様である。優はこれを活かし、ポジ・ネガの協力とステッキの魔法の力により変身後の姿であるマミとのデュエットを披露した。19話でトラックとの衝突で半壊し、最後は谷底に落ち大破。
OP映像の前期版から登場していたが、作中で登場したのは8話と19話のみ。
CREAMY CREPE
クレープを調理する機能を備えたキッチンカー。車両はウォークスルーバン（欧州型タイプ）。車体カラーはマスタードイエローにオレンジのアクセントカラーを配している。普段は優の自宅前に置かれクレープハウスとして使用している。イベント会場などに移動して出店することも可能。
車として使用されるシーンが登場するのは8話からで、運転は優の母・なつめが担当。慎吾の運転する上記ステージカーと公道レースを展開することとなった。

## スタッフ
- 製作：布川ゆうじ
- 原案・構成：伊藤和典
- キャラクターデザイン：高田明美
- 音楽：馬飼野康二（OPクレジット表記では馬鵜野康二）
- 美術監督：小林七郎
- 作画監督（総作画監督）：河内日出夫
- 音響監督：藤山房延
- 撮影監督：若菜章夫
- チーフディレクター：小林治
- プロデューサー：堀越徹(日本テレビ※フィルム上はノン・クレジット)、大野実（読売広告社）鈴木義瀧、伏川政明（スタジオぴえろ）
- 動画：洞沢由美子 他
- オープニング・エンディングアニメーション：もとやまゆうじ、南家こうじ(絵コンテ担当),阿部司（後期エンディング）,
- 効果：加藤昭二→佐々木純一（アニメサウンドプロダクション）
- 現像：東京現像所
- 制作：スタジオぴえろ
- 制作形態：カラー16ミリフィルム、光学音声（本放送時、再放送時共に）、放送マザーは1吋CタイプアナログVTRを使用

## 主題歌
「優のクリィミーマミ」を除き、本作品の主題歌/挿入歌は、作中ではクリィミーマミ及び綾瀬めぐみのリリース曲として扱われている。
オープニングテーマ
デリケートに好きして
作詞・作曲 - 古田喜昭 / 編曲 - 大村雅朗 / 歌 - 太田貴子
OP楽曲は前期・後期共通だが、後期では一部の映像に変更が加えられている。

エンディングテーマ
パジャマのままで（第1話 - 第27話、最終回）
作詞・作曲 - 古田喜昭 / 編曲 - 大村雅朗 / 歌 - 太田貴子

LOVEさりげなく（第28話 - 第51話）
作詞 - 三浦徳子 / 作曲 - 小田裕一郎 / 編曲 - 西村昌敏 / 歌 - 太田貴子
B'z結成前の松本孝弘がギターで参加している。

挿入歌
BIN・KANルージュ
作詞 - 岩里祐穂 / 作曲 - 亀井登志夫 / 編曲 - 岩本正樹 / 歌 - 太田貴子

美衝撃（ビューティフル・ショック）
作詞 - 亜蘭知子 / 作曲 - 織田哲郎 / 編曲 - 西村昌敏 / 歌 - 太田貴子
囁いてジュテーム-Je t'aime-
作詞 - 亜蘭知子 / 作曲 - 織田哲郎 / 編曲 - 岩本正樹 / 歌 - 太田貴子
以上2曲は、最終回のファイナルステージでマミが歌った曲でOVA『永遠のワンスモア』のエンド・テーマ曲としても使用された。
ラストキッスでGOOD LUCK!
作詞・作曲 - 古田喜昭 / 編曲 - 馬飼野康二 / 歌 - 島津冴子
めぐみの曲で、第10話より使用。
優のクリィミーマミ
作詞・作曲 - 古田喜昭 / 編曲 - 馬飼野康二 / 歌 - 太田貴子
第17話と第24話、第32話、第48話で使用された曲。

## 各話リスト
| 話数 | 放送日        | サブタイトル             | 脚本            | コンテ     | 演出       | 作画監督                   |
| ---- | ------------- | ------------------------ | --------------- | ---------- | ---------- | -------------------------- |
| 1    | 1983年 7月1日 | フェザースターの舟       | 伊藤和典        | 小林治     | 小林治     | 河内日出夫                 |
| 2    | 7月8日        | スター誕生!              | 伊藤和典        | 高橋資祐   | 立場良     | 高橋信也                   |
| 3    | 7月15日       | デビュー! デビュー!!     | 伊藤和典        | 立場良     | 立場良     | 高橋信也 高田明美          |
| 4    | 7月22日       | スクランブル トップテン  | 島田満          | 望月智充   | 望月智充   | 河内日出夫                 |
| 5    | 7月29日       | あぶない!? マミの秘密!   | 戸田博史        | 青木悠三   | 立場良     | 古瀬登 三原武憲 山内昇寿郎 |
| 6    | 8月5日        | 伝説の雄鹿               | 柳川茂          | 橋本なおと | 橋本なおと | 河内日出夫                 |
| 7    | 8月12日       | 大親分に花束を!          | 土屋斗紀雄      | 石田晋一   | 安濃高志   | 高橋信也                   |
| 8    | 8月19日       | 渚のミラクルデュエット   | 金子修介        | 水谷貴哉   | 望月智充   | 後藤真砂子                 |
| 9    | 8月26日       | ま夏の妖精               | 島田満          | 立場良     | 立場良     | 大坂竹志                   |
| 10   | 9月2日        | ハローキャサリン         | 小西川博        | 安濃高志   | 安濃高志   | 河内日出夫                 |
| 11   | 9月9日        | パパは中年ライダー       | 戸田博史        | 案納正美   | 市川五領   | 遠藤麻未                   |
| 12   | 9月16日       | スタジオは大停電!        | 土屋斗紀雄      | 玉野陽美   | 玉野陽美   | 河内日出夫                 |
| 13   | 9月23日       | 鏡のむこうのマミ         | 柳川茂          | 水谷貴哉   | 水谷貴哉   | 遠藤麻未                   |
| 14   | 9月30日       | 私のMr.ドリーム          | 島田満          | 望月智充   | 望月智充   | 後藤真砂子                 |
| 15   | 10月7日       | 虹色の天使               | 土屋斗紀雄      | 立場良     | 立場良     | 河内日出夫                 |
| 16   | 10月14日      | 海に消えたメモリー       | 島田満          | 玉野陽美   | 玉野陽美   | 高橋信也                   |
| 17   | 10月21日      | 時のねむる森             | 柳川茂          | 青木悠三   | 市川五領   | 遠藤麻未                   |
| 18   | 10月28日      | ざしきわらしの冒険       | 小西川博        | 安濃高志   | 安濃高志   | 河内日出夫                 |
| 19   | 11月4日       | マミの一番長い日         | 伊藤和典 島田満 | 立場良     | 立場良     | 高橋信也                   |
| 20   | 11月11日      | 危険なおくりもの!        | 土屋斗紀雄      | 望月智充   | 望月智充   | 後藤真砂子                 |
| 21   | 11月18日      | かわいい恋のパーティ     | 島田満          | 玉野陽美   | 玉野陽美   | 遠藤麻未                   |
| 22   | 11月25日      | みどりくんとプップクプー | 川崎知子        | 安濃高志   | 安濃高志   | 河内日出夫                 |
| 23   | 12月2日       | 星のパラソル             | 小西川博        | 大町繁     | 大町繁     | 昆進之介                   |
| 24   | 12月9日       | クマ熊オーディション     | 柳川茂          | 立場良     | 立場良     | 遠藤麻未                   |
| 25   | 12月16日      | 波乱! 歌謡祭の夜         | 伊藤和典        | 青木悠三   | 安濃高志   | 河内日出夫                 |
| 26   | 12月23日      | バイバイ・ミラクル       | 伊藤和典        | 望月智充   | 望月智充   | 後藤真砂子                 |
| 27   | 1984年 1月6日 | フェザースターへ!        | 伊藤和典        | 玉野陽美   | 玉野陽美   | 遠藤麻未                   |
| 28   | 1月13日       | ふしぎな転校生           | 小西川博        | 大町繁     | 大町繁     | 昆進之介                   |
| 29   | 1月20日       | ロープウェイ・パニック   | 金子修介        | 立場良     | 立場良     | 河内日出夫                 |
| 30   | 1月27日       | 前略おばあちゃん         | 柳川茂          | 向後知一   | 本郷みつる | 遠藤麻未                   |
| 31   | 2月3日        | 優のフラッシュダンス     | 伊藤和典        | 望月智充   | 望月智充   | 後藤真砂子                 |
| 32   | 2月10日       | 二人だけのバレンタイン   | 島田満          | 大町繁     | 大町繁     | 昆進之介                   |
| 33   | 2月17日       | 恐怖のハクション!        | 小西川博        | 安濃高志   | 安濃高志   | 河内日出夫                 |
| 34   | 2月24日       | スネークジョーの逆襲     | まるおけいこ    | 立場良     | 立場良     | 遠藤麻未                   |
| 35   | 3月2日        | 立花さん、女になる!?     | 伊藤和典        | 玉野陽美   | 玉野陽美   | 千葉順三                   |
| 36   | 3月9日        | 銀河サーカス1984         | 島田満          | 大町繁     | 大町繁     | 昆進之介                   |
| 37   | 3月16日       | マリアンの瞳             | 島田満          | 望月智充   | 望月智充   | 後藤真砂子                 |
| 38   | 3月23日       | ときめきファンクラブ     | 土屋斗紀雄      | 安濃高志   | 安濃高志   | 遠藤麻未                   |
| 39   | 3月30日       | ジュラ紀怪獣オジラ!      | 伊藤和典        | 立場良     | 立場良     | 河内日出夫                 |
| 40   | 4月6日        | くりみヶ丘小麦粉戦争     | 小西川博        | 大町繁     | 大町繁     | 昆進之介                   |
| 41   | 4月13日       | 勉強しすぎに御用心       | 柳川茂          | 望月智充   | 望月智充   | 後藤真砂子                 |
| 42   | 4月20日       | ママの思い出ステージ     | まるおけいこ    | 向後知一   | 向後知一   | 遠藤麻未                   |
| 43   | 4月27日       | 走れ優! カメよりも速く   | 島田満          | 玉野陽美   | 玉野陽美   | 河内日出夫                 |
| 44   | 5月4日        | SOS! 夢嵐からの脱出      | 伊藤和典        | 安濃高志   | 安濃高志   | 遠藤麻未                   |
| 45   | 5月11日       | 悲しみの超能力少年       | まるおけいこ    | 大町繁     | 大町繁     | 昆進之介                   |
| 46   | 5月18日       | 私のすてきなピアニスト   | 土屋斗紀雄      | 望月智充   | 望月智充   | 後藤真砂子                 |
| 47   | 5月25日       | マミのファーストキス     | 島田満          | 立場良     | 立場良     | 河内日出夫                 |
| 48   | 6月1日        | 優とみどりの初デート!    | 伊藤和典        | 玉野陽美   | 玉野陽美   | 遠藤麻未                   |
| 49   | 6月8日        | 潜入! 立花さんちの秘宝   | 小西川博        | 大町繁     | 大町繁     | 昆進之介                   |
| 50   | 6月15日       | マミがいなくなる…        | 伊藤和典        | 望月智充   | 望月智充   | 後藤真砂子                 |
| 51   | 6月22日       | 俊夫! 思い出さないで     | 伊藤和典        | 立場良     | 立場良     | 遠藤麻美                   |
| 52   | 6月29日       | ファイナル・ステージ     | 伊藤和典        | 小林治     | 向後知一   | 河内日出夫                 |

## 放送局
※放送系列は放送当時、放送日時は個別に出典が提示されてあるものを除き1984年5月中旬 - 6月上旬時点（山口放送、高知放送、テレビ宮崎、鹿児島テレビについては本放送終了後に放送された日時）のものとする。
| 放送地域       | 放送局         | 放送系列                                     | 放送日時                                                                         | 備考                                                                        |
| -------------- | -------------- | -------------------------------------------- | -------------------------------------------------------------------------------- | --------------------------------------------------------------------------- |
| 関東広域圏     | 日本テレビ     | 日本テレビ系列                               | 金曜 18:00 - 18:30                                                               | 制作局                                                                      |
| 福岡県         | 福岡放送       | 日本テレビ系列                               | 金曜 18:00 - 18:30                                                               | 1984年3月までは火曜 17:00 - 17:30に放送。                                   |
| 北海道         | 札幌テレビ     | 日本テレビ系列                               | 水曜 17:00 - 17:30                                                               | 放送期間 1983年7月6日 - 1984年7月4日                                        |
| 青森県         | 青森放送       | 日本テレビ系列 テレビ朝日系列                | 土曜 6:00 - 6:30                                                                 |                                                                             |
| 岩手県         | テレビ岩手     | 日本テレビ系列                               | 土曜 6:15 - 6:45                                                                 |                                                                             |
| 山形県         | 山形テレビ     | フジテレビ系列                               | 水曜 17:00 - 17:30                                                               | 本来の日本テレビ系列である山形放送では未放送。                              |
| 宮城県         | ミヤギテレビ   | 日本テレビ系列                               | 木曜 17:00 - 17:30（1984年4月5日まで） → 金曜 17:00 - 17:30（1984年4月13日から） |                                                                             |
| 福島県         | 福島中央テレビ | 日本テレビ系列                               | 月曜 17:00 - 17:30（1984年4月9日まで） → 金曜 17:00 - 17:30（1984年4月13日から） |                                                                             |
| 新潟県         | テレビ新潟     | 日本テレビ系列                               | 水曜 17:30 - 18:00                                                               |                                                                             |
| 長野県         | テレビ信州     | 日本テレビ系列 テレビ朝日系列                | 水曜 17:00 - 17:30                                                               |                                                                             |
| 静岡県         | 静岡第一テレビ | 日本テレビ系列                               | 日曜 6:15 - 6:45                                                                 |                                                                             |
| 石川県         | 北陸放送       | TBS系列                                      | 木曜 17:00 - 17:30                                                               | 1983年8月18日から1984年8月16日まで放送 初回は17:30 - 18:00にて放送。        |
| 福井県         | 福井放送       | 日本テレビ系列                               | 火曜 17:00 - 17:30                                                               | 1983年8月9日から1984年8月14日まで放送（但し最終回に『終』マークは無かった） |
| 中京広域圏     | 中京テレビ     | 日本テレビ系列                               | 金曜 17:00 - 17:30                                                               | 1984年3月までは日曜 7:00 - 7:30に放送。                                     |
| 近畿広域圏     | 読売テレビ     | 日本テレビ系列                               | 金曜 17:00 - 17:30                                                               |                                                                             |
| 広島県         | 広島テレビ     | 日本テレビ系列                               | 金曜 17:00 - 17:30                                                               |                                                                             |
| 山口県         | 山口放送       | 日本テレビ系列 テレビ朝日系列                | 月曜 - 木曜 16:45 - 17:15                                                        | 本放送終了後、1985年に帯放送。                                              |
| 香川県・岡山県 | 西日本放送     | 日本テレビ系列                               | 土曜 17:00 - 17:30                                                               |                                                                             |
| 愛媛県         | 南海放送       | 日本テレビ系列                               | 土曜 17:30 - 18:00                                                               |                                                                             |
| 高知県         | 高知放送       | 日本テレビ系列                               | 火曜 11:00 - 11:30                                                               | 本放送終了後、1986年頃に放送。                                              |
| 熊本県         | 熊本県民テレビ | 日本テレビ系列                               | 火曜 17:00 - 17:30                                                               |                                                                             |
| 宮崎県         | テレビ宮崎     | フジテレビ系列 日本テレビ系列 テレビ朝日系列 | 月曜 - 木曜 17:00 - 17:30                                                        | 本放送終了後、1984年 - 1985年頃に放送。                                     |
| 鹿児島県       | 鹿児島テレビ   | フジテレビ系列 日本テレビ系列                | 土曜 18:00 - 18:30                                                               | 本放送終了後、1985年2月頃に放送。                                           |

## OVA
以下の4作品については、『魔法の天使クリィミーマミ (OVA)』を参照。
- 魔法の天使クリィミーマミ 永遠のワンスモア（1984年） - テレビシリーズの総集編+続編
- 魔法の天使クリィミーマミ ラブリーセレナーデ（1985年） - ミュージッククリップ
- 魔法の天使クリィミーマミ ロング・グッドバイ（1985年） - シリーズ完結編
- クリィミーマミ ソングスペシャル2 カーテンコール（1986年） - ミュージッククリップ

以下の2作品については、『ぴえろ魔法少女シリーズ』のOVAの節を参照。
- 艶姿 魔法の三人娘（1986年）
- 魔女っ子クラブ4人組 A空間からのエイリアンX（1987年）

## その他の作品
- 魔法の天使クリィミーマミVS魔法のプリンセスミンキーモモ 劇場の大決戦（映画、1985年）

『ロング・グッドバイ』が劇場で『魔法のプリンセス ミンキーモモ』のOVA「夢の中の輪舞」と併映された際に、予告編として上映された短編作品。
優とモモ（声 - 小山茉美）が互いのOVAに言及した後、張り合った末に変身して巨大化、武器を振り回して暴れまわるという2、3分程度の内容。冒頭に『モモ』『マミ』双方のOVA作品のタイトルが挿入されており、実質的に両OVA作品の宣伝となっていた。劇中での2人の変身は、モモがテレビシリーズ最終回で登場した夢の戦士、優がOVAでの劇中劇『二つの世界の物語』に登場する、マミ演じる女戦士ゆりである。同作品はその後リリースされた『マミ』や『モモ』のDVD-BOXなどの映像特典として収録されている。演出・脚本は望月智充が担当し、作画監督はモモ側をわたなべひろしが、マミ側を後藤真砂子が担当している。
- Zutto Kitto Motto（1998年）

作詞 - 佐藤ありす / 作・編曲 - TSUKASA / 歌 - 太田貴子
1998年発売のLD-BOX「魔法の天使クリィミーマミ フェザースターBOX PART-1」の特典として収録されたミュージッククリップ。その後に発売されたDVD-BOXにも特典映像として収録されている。大人になった優が、テレビで昔のマミの映像を見て懐かしむシーンや、花畑を歩くマミのカット、優とマミのダンスシーン、フェザースターの箱舟、優の成長記録などが流れる。また、途中で白黒映像でテレビシリーズのカットが挿入されている。絵コンテ・演出は望月智充が、作画監督は後藤真砂子が担当している。
- 魔法シリーズ 思い出のベストテン（1986年）

ぴえろ魔法少女シリーズの主演声優陣と水島裕が各作品の名場面を投票に基づいたベストテン形式で振り返るスペシャルビデオ。
- 魔法の天使クリィミーマミ 二つの世界の物語（1995年）

ロング・グッドバイの劇中劇をゲーム化。

## 漫画版
- 魔法の天使 クリィミーマミ

漫画雑誌『キャロル』（講談社、1984年休刊）誌上において1983年から1984年にかけて連載された。原作：伊藤和典、作画：北川ゆうこ。単行本は1984年に「KCキャロル」から。全2巻。
- オリジナルビデオ版 魔法の天使クリィミーマミ 永遠のワンスモア

1984年に書き下ろしで「KCキャロル」から。全1巻。作画：計奈恵。
- 魔法の天使クリィミーマミ ロング・グッドバイ

1985年、徳間書店アニメージュコミックスワイドから全1巻。作画：田染かおる。
- 魔法の天使クリィミーマミ 不機嫌なお姫様

綾瀬めぐみを主人公としたスピンオフストーリー。ウェブコミック配信サイト「WEBコミックぜにょん」（現：ゼノン編集部）の姉妹サイト「コミックタタン」において2018年12月21日より2022年3月18日まで連載された。クリィミーマミ本編の時系列に沿ったアナザーストーリーに加え、歌手を夢見ていためぐみを立花が見い出してデビューさせた経緯なども描かれている。全66話。
原作：株式会社ぴえろ、作画：三月えみ。全7巻。

## 海外展開
- 香港では、『我係小忌廉』というタイトルの広東語吹き替え版が放送された。
- イタリアでは、『L'incantevole Creamy』というタイトルのイタリア語吹き替え版が放送され、作中の挿入歌は歌詞のみイタリア語で曲はオリジナルのメロディーが使用された。
- フランスでは、『Creamy, merveilleuse Creamy』というタイトルのフランス語吹き替え版が放送された。フランス語で「グレープフルーツ」のことを「パンプルムース（pamplemousse）」という。
- 台湾では、『魔法小天使』というタイトルの普通話吹き替え版が放送された、主題歌はオリジナルの歌が使用された。
- 韓国では、『천사소녀 새롬이(天使少女セロミ)』というタイトルの吹き替え版が放送された。
- 中国では『我是小甜甜』として放送され、台湾版の変更タイトル。

## 21世紀以降の各種展開
放送開始から25周年の節目となる2008年より、リアルタイム世代や10代から20代女性向けのアパレル市場を中心に本作品のリバイバル人気が高まっており、以下の関連商品が出ている。
- QUOLOMO製アパレル クリィミーマミのパーカーやTシャツ（スタジオぴえろ30周年）
- 太田貴子自身による『デリケートに好きして』のセルフカバーCD（2008年12月24日発売）
- アゾンインターナショナル製アクションドール（大人向けのファッションドール）

以後もプライズ景品などが展開されている。
2013年には放送開始30周年記念のウェブサイト（下述）が立ち上げられた他、ニコニコ動画において3DCGソフトウェア『MikuMikuDance』で製作されたマミのデータ（高田明美監修）を使った動画コンテストも開催された。
2016年秋にはアーケードゲーム『プリパラ』でのコラボ企画が行われた。
35周年となる2018年から2022年までの間、『魔法の天使クリィミーマミ 不機嫌なお姫』が連載された（詳しくは上述）。
2013年には公式ツイッター開始、2020年5月には公式Youtubeチャンネルが開設され、3DCGのマミが、おうちで出来るエクササイズを紹介した。
制作担当の布川によれば、本作品のリメイクの話は度々持ち上がっているものの、現代に合わせて設定改変をしなければならないことに加え、旧作ファンを納得させる仕上がりにするというリスクの高さから見送り続けているという。